# Zandblauwbladroller
De zandblauwbladroller (Cochylis pallidana) is een vlinder uit de familie van de bladrollers (Tortricidae). De wetenschappelijke naam is gepubliceerd in 1847 door Zeller.
De soort komt voor in Europa.
De waardplant is het zandblauwtje (Jasione montana). 